# Aleksandr Nikolaevič Čerepnin
Aleksandr Nikolaevič Čerepnin (in russo Александр Николаевич Черепнин?; San Pietroburgo, 21 gennaio 1899 – Parigi, 29 settembre 1977) è stato un compositore e pianista russo.

## Biografia
Sia il padre Nikolaj, (allievo di Nikolaj Andreevič Rimskij-Korsakov) che il figlio, Ivan (insegnante all'Università di Harvard) sono stati compositori. Un altro dei suoi figli, Serge, si è occupato di musica elettronica. Sua madre (nata Benois) era nipote di Alexandre Benois.
Dopo la Rivoluzione d'ottobre, emigrò in Francia (dove divenne membro de l'École de Paris) e quindi negli Stati Uniti. Visitò l'Estremo Oriente fra il 1934 ed il 1937.
Promosse compositori in Giappone (Akira Ifukube tra gli altri) e Cina, e per questo fondò un proprio istituto a Tokyo. Sposò la pianista cinese Ming Lee Hsien durante il suo soggiorno in Cina. I due diedero alla luce, Ivan e Serge Čerepnin, che diventeranno compositori d'avanguardia.
Durante la seconda guerra mondiale visse in Francia. Nel 1948, si trasferì negli Stati Uniti, e ne acquisì la cittadinanza nel 1958. Assieme a sua moglie, insegnò alla DePaul University di Chicago, dove l'Orchestra Sinfonica di Chicago diede la prima esecuzione della sua Sinfonia n. 2 sotto la direzione di Rafael Kubelík. Fra i suoi allievi si ricordano, Gloria Coates e John Downey.

## Opere
Le sue prime opere furono molto innovative ed alcune di esse sono ancora abbastanza frequentemente eseguite. La sua produzione vanta tre opere, quattro sinfonie, sei concerti per pianoforte, musiche per balletto, musica corale (una messa ed altre composizioni di musica sacra), oltre a numerosi pezzi per pianoforte solo.
La sua prima sinfonia è particolare per il primo movimento, il primo ad essere stato scritto per percussioni. Un'altra sinfonia, rimasta incompiuta a seguito della sua morte, era per sole percussioni.
Čerepnin inventò un proprio linguaggio armonico, combinando esacordi maggiori e minori in una scala pentatonica che fondeva vecchi schemi russi e armonie georgiane.

## Discografia
Nel 2008 l'Orchestra Sinfonica di Singapore ne ha registrato, per la prima volta, l'integrale delle Sinfonie e dei Concerti per pianoforte e orchestra.